# Гомес, Эркулес
Э́ркулес Го́мес Урта́до (исп. и англ. Hérculez Gómez Hurtado;  род. 6 апреля 1982, Лос-Анджелес, Калифорния) — американский футболист мексиканского происхождения, нападающий. Участник Чемпионата мира 2010 в ЮАР.
Гомес был старшим из пятерых детей своей семьи. Он родился в Лос-Анджелесе в семье мексиканских иммигрантов. Эркулес вырос в Лас-Вегасе, где выступал за различные студенческие команды.

## Клубная карьера

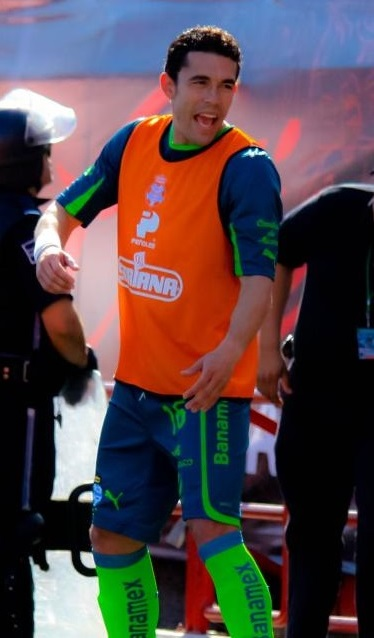
В составе «Сантос Лагуна»

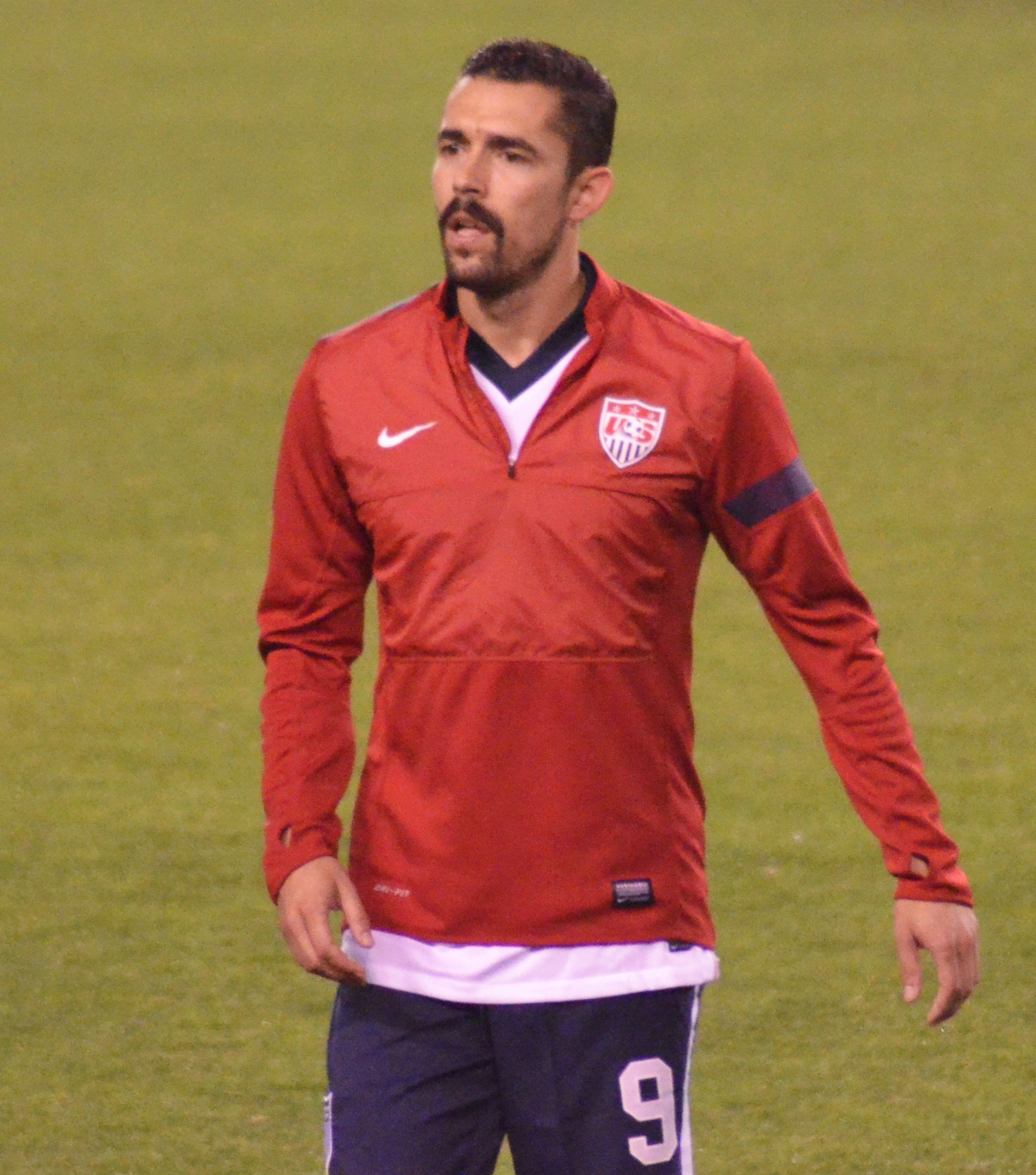
Гомес в составе сборной США

Гомес выпускник футбольной академии «Крус Асуль». В 2001 году начинал свою профессиональную карьеру в этом клубе, но уже в том же году он перешёл в «Агилас Бланкас де Пуэбла», команду Сегунды Мексики. В 20 матчах за новый клуб, он отличился 10 раз. В следующем сезоне Гомес вернулся в Примеру, оформив переход в «Алакранес де Дуранго», но в новой команде Эркулес не получал игровой практики, поэтому в том же году он переходит в команду Объединенной Лиги США «Сан-Диего Гаучос». За новую команду Гомес провел 17 матчей и забил 7 мячей. В одном из товарищеских матчей его заметили скауты «Лос-Анджелес Гэлакси» и пригласили выступать за клуб. В сентябре 2003 года он присоединился к новой команде.
Гэлакси почти сразу отдал Эркулеса в аренду в «Сиэтл Саундерс», где Гомес сыграв 17 матчей, сломал ногу и вынужден был пропустить остаток сезона. После восстановления для того, чтобы набрать форму он сыграл несколько матчей за «Сан-Диего Сокерз», выступающий в футзальной лиге США. В состав «Гэлакси» Гомес вернулся в 2005 году. Свой шанс он получил, когда Лэндон Донован был привлечен к играм на национальную команду. Эркулес забил несколько важных мячей и завоевал место в основном составе. В том же году Гомес помог «Лос-Анджлес Гэлакси» выиграть Кубок Ламара Ханта, забив единственный мяч в финале против «Далласа» и став 6 мячами лучшим бомбардиром турнира. Эркулес закончил сезон с 18 мячами во всех турнирах и был признан местными СМИ самым ценным футболистом года.
В начале сезона 2006 тренер команды Стив Сэмпсон решил использовать Гомеса на позиции полузащитника, чтобы посмотреть сможет ли нападающий забивать голы при этом отрабатывать в обороне. После неудачного эксперимента тренер усадил Гомеса на скамейку. Фрэнк Йеллоп, сменивший Сэмпсона, предоставил Эркулесу шанс и нападающий окончил сезон с 5 мячами.
1 декабря 2006 года Гомес вместе с Уго Ихемелу был обменян на драфте на Джо Кэннона в «Колорадо Рэпидз». 7 апреля 2007 года в своем первом матче за новую команду Эркулес забил гол в ворота «Ди Си Юнайтед». В сентябре того же года, на одной из тренировок нападавший порвал связки и был вынужден пропустить оставшуюся часть сезона.
3 сентября 2008 года, Гомес был продан в «Канзас-Сити Уизардс». 19 октября в поединке против «Сан-Хосе Эртквейкс», Эруклес в дополнительное время забил свой первый гол и помог команде одержать победу, 3:2. В команде он провел год, приняв участие 34 матчах и забил 1 гол.
В январе 2010 года Гомес перешёл в мексиканскую «Пуэблу». 17 января в поединке против «УАНЛ Тигрес», Эркулес дебютировал в новой команде. 18 февраля в матче против «Сан-Луиса», Гомес забил свой первый гол за «Пуэблу» и помог команде одержать победу, 1:0. В 15 матчах за команду он забил 10 мячей, что было является рекордом для легионеров в дебютном за мексиканскую команду.
Летом 2010 года Гомес перешёл в «Пачуку». 25 июля в матче против «Америки», он дебютировал за новый клуб. 26 сентября 2010 года в поединке против «Эстудиантес Текос», Эркулес забил свой первый гол. Через неделю во встрече против «Хагуарес Чьяпас», он забил два гола и помог команде одержать крупную победу. По окончании сезона Гомес, вместе с остальными футболистами «Пачуки» был выставлен на трансфер.
Летом 2011 года Эркулес вместе с партнером по «Пачуке», Браулио Луной, переходит в «Эстудиантес Текос». 23 июля в матче против «Толуки», Гомес дебютирует в новой команде. 31 августа во встрече против «Сан-Луиса», нападающий забил свой первый гол за «Текос». В сезоне Гомес принял участие в 16 матчах и забил 7 мячей.
Зимой 2011 года из-за финансовых проблем «Текос» продал Гомеса в «Сантос Лагуну». 8 января 2012 года в матче против бывшего клуба «Пачуки», нападающий дебютировал за новый клуб. 4 марта в поединке против «Сан-Луиса», он забил свой первый гол за новый клуб. Через неделю во встрече против «Пуэблы», Гомес делает дубль, благодаря которой Лагуна добивается победы, 3:1. Эрукулес стал чемпионов Клаусуры 2012 в составе «Сантоса Лагуны», став первым футболистом выигравшем Кубок MLS и мексиканскую Примеру.
Летом 2013 года Гомес перешёл в «Тихуану». 21 сентября в матче против «Пуэблы» он дебютировал за новый клуб. 29 сентября в поединке Кубка чемпионов КОНКАКАФ против гондурасской «Виктории» Эркулес сделал хет-трик, забив свои первые голы за «Тихуану». Этот успех оказался локальным больше Гомес не поразил ворота ни разу, ни в одном соревновании, несмотря на постоянное место в основе. Летом 2014 года Эркулес был отдан в аренду в «УАНЛ Тигрес». 20 июля в матче против «Атласа» он дебютировал за «тигров». 26 октября в поединке против «Монтеррея» Гомес забил свой первый гол за новую команду. В начале 2015 года он на правах аренды перешёл в «Пуэблу». С новой командой Эркулес завоевал Кубок Мексики.
Летом 2015 года Гомес перешёл в канадский «Торонто». 16 августа в матче против «Нью-Йорк Ред Буллз» он дебютировал за новый клуб. 15 октября в поединке против «Нью-Йорк Ред Буллз» Эркулес забил свой первый гол за «Торонто». Гомес покинул «Торонто» перед началом сезона 2016, после того как переговоры о продлении контракта не привели к результату.
24 марта 2016 года Гомес подписал контракт с «Сиэтл Саундерс».
17 января 2017 года Гомес объявил, что завершает карьеру футболиста и присоединяется к ESPN в качестве футбольного аналитика.

## Международная карьера
В 2007 году Гомес попал в заявку сборной США на Кубок Америки. На турнире, он дебютировал за национальную команду в матче против сборной Аргентины. Свой первый поединок в стартовом составе Эркулес провел против сборной Колумбии.
11 мая 2010 года он попал в расширенный список футболистов на поездку в ЮАР на Чемпионат мира. 25 мая в рамках подготовки к турниру в матче против сборной Чехии Гомес забил свой первый гол за национальную команду. На мундиале Эркулес сыграл в поединках против команд сборной Словении, Алжира и Ганы.
Гомес вернулся в сборную в 2012 году, когда принял участие в товарищеских матчах против сборных Шотландии и Бразилии, в ворота последних он забил гол.
В матчах отборочного раунда Чемпионата мира 2014 против сборных Антигуа и Барбуды и Ямайки Гомес забивал мячи.
В 2013 году Эркулес в составе сборной выиграл Золотом кубке КОНКАКАФ. На турнире он сыграл в матчах против команд Кубы и Коста-Рики.

### Голы за сборную
| #   | Дата             | Стадион                             | Соперник          | Счёт  | Результат | Соревнование                     |
| --- | ---------------- | ----------------------------------- | ----------------- | ----- | --------- | -------------------------------- |
| 01. | 25 мая 2010      | Рентшлер Филд, Уэст-Хартфорд, США   | Чехия             | 2 : 2 | 2 : 4     | Товарищеский матч                |
| 02. | 5 июня 2010      | Руймзинг Стэдиум, Рудепурт, ЮАР     | Австралия         | 3 : 1 | 3 : 1     | Товарищеский матч                |
| 03. | 30 мая 2012      | Федэкс-филд, Лэндовер, США          | Бразилия          | 1 : 2 | 1 : 4     | Товарищеский матч                |
| 04. | 8 июня 2012      | Рэймонд Джеймс Стэдиум, Тампа, США  | Антигуа и Барбуда | 3 : 1 | 3 : 1     | Чемпионат мира 2014 квалификация |
| 05. | 11 сентября 2012 | Коламбус Крю Стэдиум, Колумбус, США | Ямайка            | 1 : 0 | 1 : 0     | Чемпионат мира 2014 квалификация |
| 06. | 5 июля 2013      | Куалкомм Стэдиум, Сан-Диего, США    | Гватемала         | 1 : 0 | 6 : 0     | Товарищеский матч                |

## Достижения
Командные
 «Лос-Анджелес Гэлакси»
- Кубок MLS — 2005
- Открытый кубок Ламара Ханта — 2005

 «Сантос Лагуна»
- Чемпионат Мексики по футболу — Клаусура 2012

 «Пуэбла»
- Обладатель Кубка Мексики — Клаусура 2015

Международные
 США
- Золотой кубок КОНКАКАФ — 2013

Личные
- Лучший бомбардир чемпионата Мексики — 2010